# Бородин, Павел Петрович
Павел Петрович Бородин — рабочий Новосибирского металлургического завода имени А. Н. Кузьмина, Герой Социалистического Труда.

## Биография
Родился 7 октября 1926 года в селе Покровка (сейчас — Кемеровская область) в семье служащих.
Окончил Покровскую среднюю школу и школу ФЗО No 28 в Новосибирске по специальности вальцовщика.
С 1941 года работал на Новосибирском металлургическом заводе травильщиком в цехе холодного проката № 1.
Через несколько лет стал оператором травильной линии, а затем бригадиром (старшим травильщиком). Окончил вечернее отделение горно-металлургического техникума.
Указом Президиума Верховного Совета СССР от 19 июля 1958 года за выдающиеся успехи в области чёрной металлургии присвоено звание Героя Социалистического Труда.
В 1961 году перешёл в новый цех — трубоэлектросварочный: бригадир технологической бригады, сменный мастер участка оцинкованных труб.
С 1988 по 1994 год инспектор отдела кадров НМЗ.
С 1994 г. на пенсии.
Жил в Новосибирске. Умер 4 февраля 2001 года. Похоронен на Клещихинском кладбище (квартал 9Н).